# Краковецький-Кочержинський Юрій Олександрович
Ю́рій Олекса́ндрович Краковецький-Кочержинський (26 березня 1924, Бердичів, Житомирська область — 	26 серпня 2012, Київ) — доктор технічних наук (1978), професор металознавства (1983). Лауреат Державної премії УРСР в галузі науки і техніки (1980). Також політолог, публіцист, поет та перекладач, член Всеукраїнського товариства політв'язнів і репресованих, голова Українознавчого клубу «Спадщина».

## Біографія
Краковецький-Кочержинський Юрій Олександрович народився 26 березня 1924 року в місті Бердичів, Житомирська область. Його батько був першим директором Бердичівського педагогічного технікуму.
1942 року закінчив Харківську школу фабрично-заводського навчання (ФЗН). Отримав атестат слюсаря. Був учасником Другої світової війни. Після завершення війни вчився у Сибірському металургійному інституті, потім на металургійному факультеті Київського політехнічного інституту, який закінчив у 1949 році.
Потім працював у Інституті чорної металургії АН УРСР. З 1953 по 1979 рік — в Інституті металофізики АН УРСР, після того до 1992 року працював в Інституті надтвердих матеріалів АНУ в місті Київ. Спершу був завідувачем, з 1989 по 1991 рік був провідним науковим спеціалістом, а потім — старшим науковим спеціалістом-консультантом відділу фізично-хімічних основ синтезу надтвердих матеріалів.
2007 року видав книгу «Два шляхи розвитку людства: симбіотичний і паразитичний, відповідні їм етики й екології, або Про природні причини сучасної катастрофи людства й довкілля та засоби її подолання» (2007).

## Наукова діяльність
Серед його наукових інтересів є теплофізичне приладобудування та побудова діаграм стану багатокомпонентних систем.
Юрій Кочержинський є автором понад 130 наукових праць. Йому належить створення й обґрунтування концепції кристалізації алмазу з метастабільної рідини при високих тисках і температурах.

## Нагороди
- Медаль «За доблесну працю»[2]
- Бронзова та золота медалі міжнародних виставок на ВДНГ СРСР[2]
- Державна премія УРСР в галузі науки і техніки (1980) за «розробку, створення та впровадження комплексу нових методів і приладів для фізико-хімічного аналізу матеріалів»[4].